# Isabellah Andersson
Pour les articles homonymes, voir Andersson.
Isabellah Andersson (née Isabellah Moraa Amoro, le 12 novembre 1980 dans la province de Nyanza au Kenya) est une athlète suédoise depuis mai 2009, spécialiste du fond et du marathon.
Détentrice d'un record sur marathon de 2 h 23 min 41 s obtenu à Dubaï en 2011, elle termine finaliste lors des Championnats du monde à Daegu (7e en 2 h 30 min 13 s) la même année, après avoir été médaillée de bronze, après disqualifications successives lors des Championnats d'Europe d'athlétisme 2010 à Barcelone.
- 8e au Marathon de New York 2011 en 2 h 28 min 29 s

## Palmarès
| Date | Compétition           | Lieu      | Résultat | Épreuve  | Performance     |
| ---- | --------------------- | --------- | -------- | -------- | --------------- |
| 2010 | Championnats d'Europe | Barcelone | 3e       | Marathon | 2 h 34 min 43 s |
| 2011 | Championnats du monde | Daegu     | 7e       | Marathon | 2 h 30 min 13 s |